# Hans Henseke

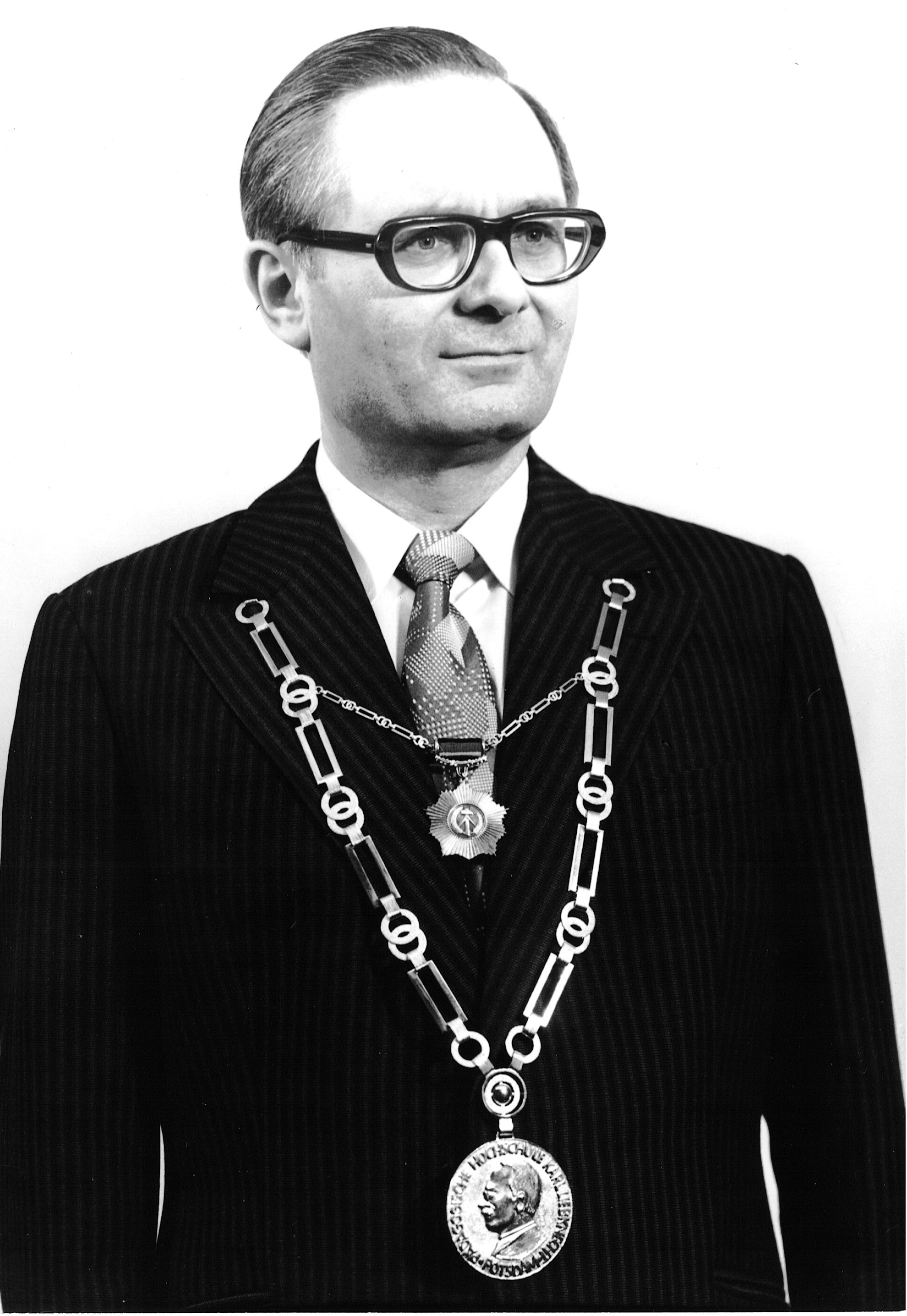
Hans Henseke mit der Rektorkette der Pädagogischen Hochschule Potsdam (1973)

Hans Henseke (* 17. Oktober 1925 in Cammin/Pommern; † 3. Dezember 2021 in Potsdam) war ein deutscher Historiker, der schwerpunktmäßig über französische Geschichte und insbesondere über das französische Kolonialreich forschte.
Henseke hatte bis 1990 eine Professur für Allgemeine Geschichte an der Pädagogischen Hochschule Potsdam (PHP), der größten Lehrerbildungseinrichtung der DDR. Von 1973 bis 1976 war er Rektor dieser Hochschule.
Henseke besuchte in Stettin die Oberschule, legte dort das Abitur ab und wurde zur Wehrmacht eingezogen. 1948 kehrte er aus französischer Kriegsgefangenschaft zurück und besuchte einen einjährigen Neulehrerkurs am Institut für Lehrerbildung (IfL) in Ludwigsfelde. Er blieb als Dozent und stellvertretender Direktor am Institut. 1951 wurde er Direktor am IfL in Cottbus. Noch im selben Jahr begann er seine wissenschaftliche Laufbahn als Assistent am Institut für Geschichte der PHP. 1952 wurde er Mitglied der SED. 1957 promovierte Henseke zum Dr. phil. und 1966 habilitierte er sich. 1967 wurde er zum Professor mit Lehrauftrag und 1969 zum ordentlichen Professor für Allgemeine Geschichte berufen.
1989 wurde Henseke mit dem Nationalpreis der DDR III. Klasse für Wissenschaft und Technik ausgezeichnet. Bereits 1975 hatte er den Titel Verdienter Lehrer des Volkes erhalten.

## Schriften
- Die Stellung der deutschen Bourgeoisie zum Kampf des polnischen Volkes um nationale Unabhängigkeit im Großherzogtum Posen in der Revolution 1848/1849. Inaugural-Dissertation zur Erlangung der Doktorwürde der Historisch-Philologischen Fakultät der Pädagogischen Hochschule Potsdam. Potsdam, Oktober 1957.
- Zur Darstellung des französischen Kolonialismus (beim Übergang vom Kapitalismus der freien Konkurrenz zum Imperialismus) in der derzeitigen bürgerlichen Geschichtsschreibung Frankreichs. Habilitationsschrift zur Erlangung des Grades eines habilitierten Doktors an der Philosophischen Fakultät der Humboldt-Universität zu Berlin. Berlin, Juni 1965.
- mit Günther Fuchs: Charles de Gaulle. General und Präsident. VEB Deutscher Verlag der Wissenschaften, Berlin 1973.
- mit Günther Fuchs: Georges Clemenceau. Eine politische Biographie. VEB Deutscher Verlag der Wissenschaften, Berlin 1983.
- mit Günther Fuchs: Das französische Kolonialreich. VEB Deutscher Verlag der Wissenschaften, Berlin 1987.
- Leiter des Autorenkollektivs: Geschichte – Lehrbuch für die Abiturstufe. Volk und Wissen Volkseigener Verlag, Berlin 1990.